# Skochovice (Nový Bydžov)
Skochovice (německy Skohowitz) je vesnice, část města Nový Bydžov v okrese Hradec Králové. Nachází se asi 7 km na západ od Nového Bydžova. Prochází zde silnice II/324. V roce 2009 zde bylo evidováno 136 adres. V roce 2001 zde trvale žilo 215 obyvatel.
Skochovice je také název katastrálního území o rozloze 9,07 km2. V katastrálním území Skochovice leží i Žantov.

## Historie
První písemná zmínka o vesnici pochází z roku 1318.
V letech 1869–1900 k vesnici patřil Vlkov nad Lesy.